# Helogale parvula
Helogale parvula (Звичайна карликова мангуста) — рід ссавців, представник ряду хижих із родини мангустових.

## Поширення, поведінка
Широко розповсюджений на південному сході та півдні Африки. Зазвичай зустрічається на висоті близько 2000 м над рівнем моря. Повідомляється, що це найпоширеніший невеликий хижак у районах відкритої лісистої місцевості або лісистої савани, особливо там де є термітники, оголені скелі із розколинами, або порожнистих колоди, які можна використати як укриття. Не зустрічається у дуже посушливих районах. Майже повністю комахоїдний, хоча може полювати на дрібних хребетних.

## Загрози та охорона
Серйозних загроз для виду немає. Знаходиться в кількох охоронних районах.